# Gare de La Verpillière
Gare de La Verpillière – stacja kolejowa w La Verpillière, w departamencie Isère, w regionie Owernia-Rodan-Alpy, we Francji.
Jest stacją Société nationale des chemins de fer français (SNCF), obsługiwaną przez pociągi TER Rhône-Alpes.